# لیمفیورد

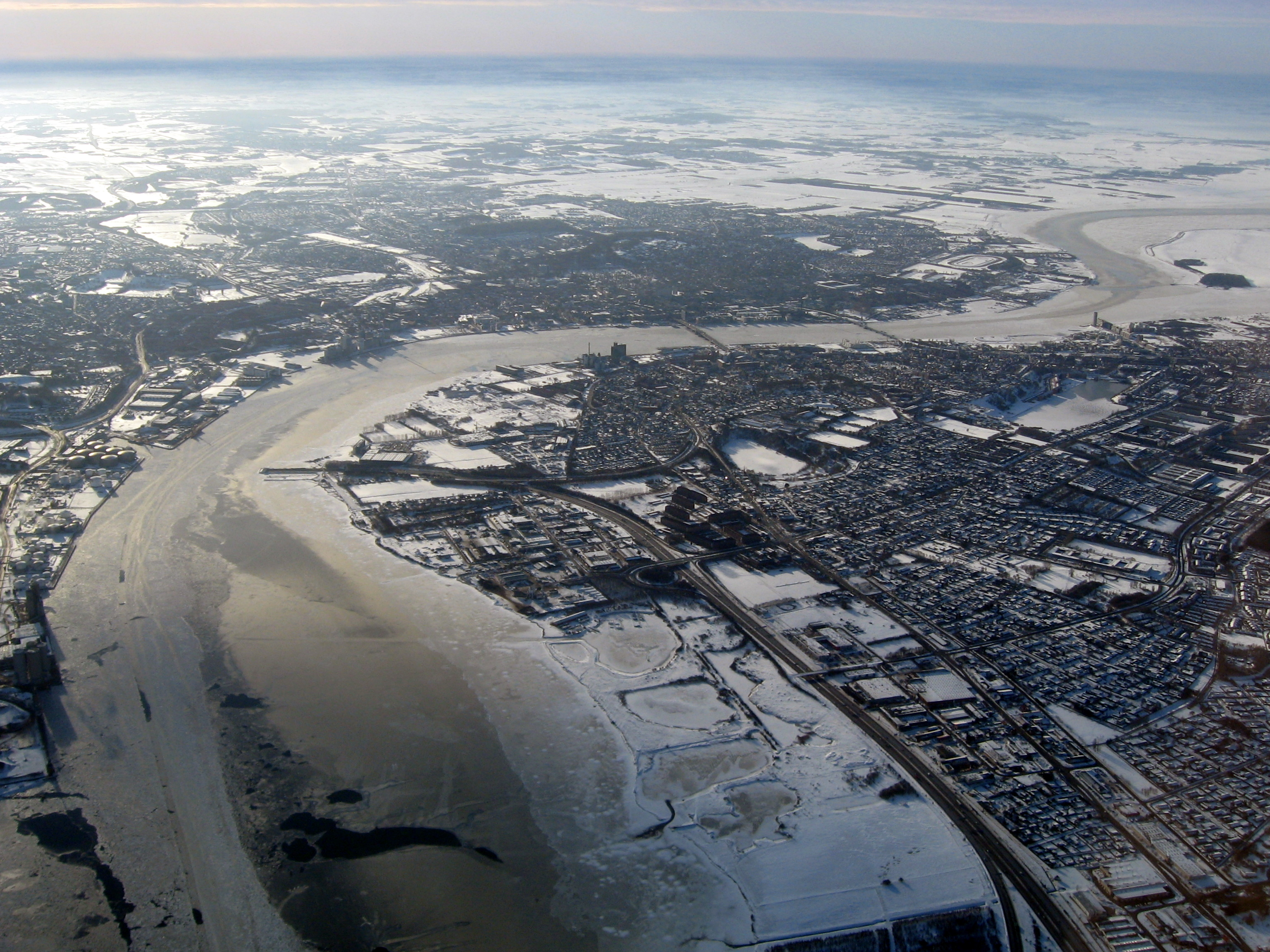
لیمفیورد در زمستان

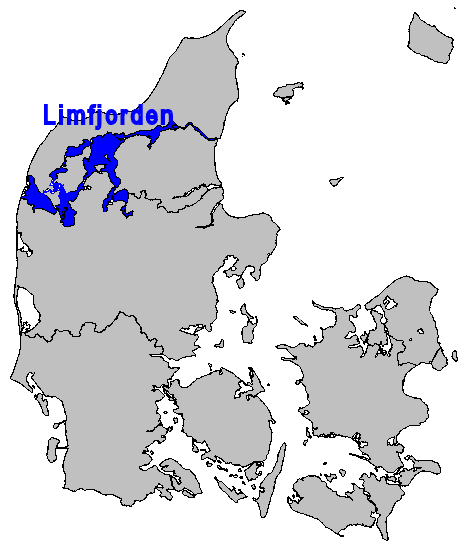
موقعیت لیمفیورد در دانمارک

لیمفیورد (دانمارکی: Limfjord) بخش کم‌ژرفای دریا، واقع‌شده در دانمارک است که از عصر وایکینگ‌ها تاکنون به عنوان یک آبدره شناخته می‌شود. با این وجود، لیمفیورد هم از دریای شمال و کاتگات ورودی دارد و شمال شبه‌جزیره یوتلاند را از بقیه یوتلاند جدا می‌کند. لیمفیورد حدود ۱۸۰ کیلومتر طول دارد و شمار زیادی خلیج، نهر باریک و جزیره دارد. از جمله جزیره‌های سرشناس می‌توان از مورس و فور نام برد.